# Peque Gallaga
Peque Gallaga est un réalisateur philippin, né le 25 août 1943 à Manille et mort le 7 mai 2020 à Bacolod.

## Biographie
Outre son activité de cinéaste, Peque Gallaga a été professeur à l'université La Salle de Bacolod.

## Filmographie partielle
- 1982 : Oro, Plata, Mata
- 1985 : Scorpio Nights
- 1996 : Magic Temple
- 1998 : Gangland
- 2005 : Pinoy Blonde
- 2006 : Puso 3
- 2013 : Séduction
- 2013 : Sonata
- 2020 : Magikland de Christian Acuña (scénariste)